# 293. strelska divizija (ZSSR)
293. strelska divizija (izvirno rusko 293. стрелковая дивизия; kratica 293. SD) je bila strelska divizija Rdeče armade v času druge svetovne vojne.

## Zgodovina
Divizija je bila ustanovljena julija1941 v Sumiju; marca 1943 je bila preimenovana v 66. gardno strelsko divizijo. Pozneje so jo ponovno ustanovili.